# Kazimierz Gromnicki
Kazimierz Teodor Gromnicki herbu Prawdzic (ur. 1863 w Wachnówce, zm. 1931 w Wachnówce) – sportsman, hodowca koni, wiceprezes Towarzystwa Wyścigów Konnych w Kijowie.

## Życiorys
Kazimierz Gromnicki urodził się w 1863 w Wachnówce. Był synem Piotra i Eweliny z Kotowiczów Gromnickich. W 1881 ukończył sześć klas oddziału handlowego Szkoły Realnej Warszawskiej. W latach 1881–1884 studiował w Wyższej Szkole Rolniczej w Dublanach. W 1887 poślubił Zofię Zdziechowską herbu Rawicz, córkę Ksawerego i Zofii z Bądarzewskich. Po śmierci ojca odziedziczył majątek Wachnówka. Pod koniec XIX wieku posiadał wraz z żoną na terenie guberni kijowskiej majątki Wachnówka i Honoratka oraz na terenie guberni grodzieńskiej: Łukomierz, Błudeń, Tichny, chutor Teliażyn, uroczyska Zielenka i Sołomienka. Łączna powierzchnia tych majątków wynosiła ok. 5000 ha. W 1888 utworzył w Wachnówce stadninę anglo-arabską, która funkcjonowała do 1904. W 1905 Kazimierz był wydawcą i redaktorem naczelnym nowego rosyjskojęzycznego dwutygodnika wydawanego w Kijowie „Sport Ilustrowany”. Pismo poświęcone było sportowi, zwłaszcza hodowli koni oraz wyścigom, ale i teatrowi i stosunkom towarzyskim. Ukazały się 24 numery pisma. Następnie pracował jako urzędnik Biura Głównej Dyrekcji Państwowej Hodowli Koni, osiągając rangę cywilną sekretarza gubernialnego. Gdy wybuchła rewolucja, Kazimierz z małżonką zostali w Wachnówce, ale w końcu ze względu na wzrastające nastroje rewolucyjne, udali się do Żytomierza, w którym mieszkało wielu Polaków. Po krótkim czasie wrócili jednak do Wachnówki. Nie mogąc pozostać w dawnym dworze, zamieszkali w chacie jednego z włościan, gdzie w ciężkich warunkach, biedzie i po długiej chorobie Kazimierz Gromnicki zmarł w 1931.   

## Stadnina w Wachnówce

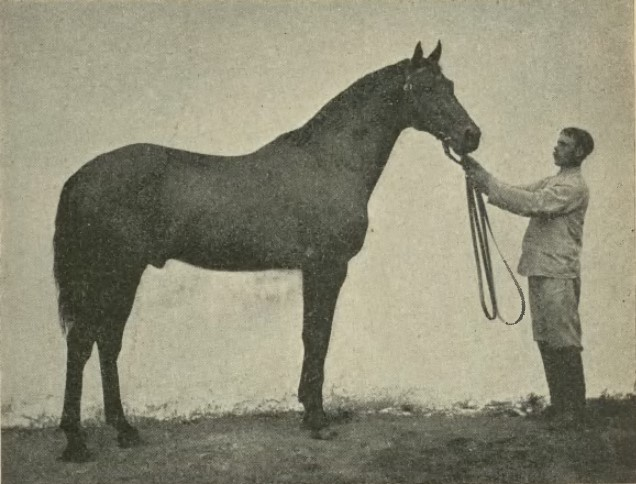
Ogier Telefon. Główny reproduktor w stadninie w Wachnówce.

Zalążkiem stadniny była grupa 33 koni wywodząca się ze stadniny Dorożyńskich oraz ogier reproduktor Telefon (Trésor - Trompette), który w 1883 r. wygrał gonitwę Cesarzowej w Carskim Siole oraz zajął drugie miejsce w Wszechrosyjskim Derby w Moskwie. Podstawą nowej stadniny stały się też klacze rozrodne nabyte od Ludwika hr. Krasińskiego z Krasnego, Józefa hr. Potockiego z Antonin oraz Władysława Mysyrowicza. Głównym reproduktorem stadniny był ogier Telefon. Później jako reproduktory były wykorzystywane także m.in. Walter Scott (Michael Scott - Jessamine) oraz Sylwan (Sackloth - Sweet Moorhen). Metody hodowlane Kazimierza Gromnickiego opierały się przede wszystkim, niezależnie od pogody i pory roku, na możliwie częstym ruchu i przebywaniu na świeżym powietrzu połączonym z obfitym karmieniem. Konie musiały przebiec dziennie przynajmniej około 30 km. Dzięki temu konie z wachnowieckiego stada były zahartowane i bardzo wytrzymałe. Ostatecznie Kazimierz skoncentrował się na hodowli rasy angielskiej i półkrwi, uznając, że konie krwi angielskiej swoimi cechami przewyższają konia arabskiego. 
Od 1892 przychówek z Wachnówki występował na wszystkich najważniejszych torach wyścigowych w Rosji oraz prezentował się na najważniejszych wystawach. Stadnina w Wachnówce znana była przede wszystkim z wytrzymałych junkierów, wierzchowców oraz koni pełnej krwi. Popularne były też konie myśliwskie.  
Przychówek z Wachnówki odniósł liczne sukcesy na wystawach lokalnych i ogólnokrajowych. Jednym z ważniejszych osiągnięć było zdobycie złotego medalu dla ogiera Koniaka oraz brązowego dla klaczy Forteca podczas Wszechrosyjskiej Wystawy Koni w Moskwie w 1898.  

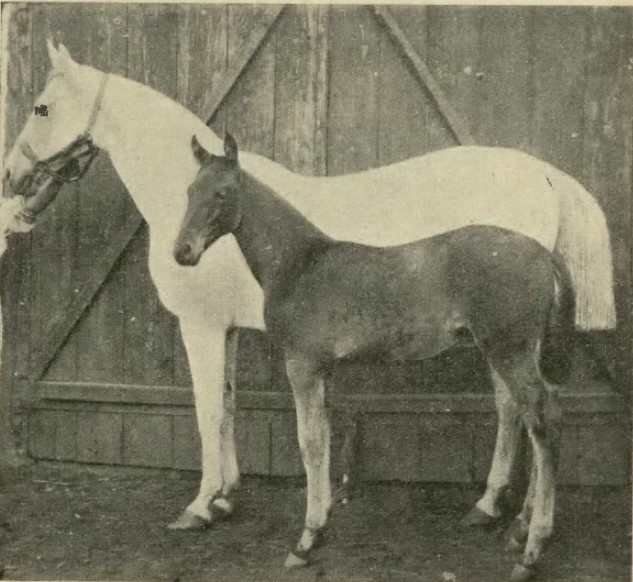
Klacz Forteca (Obejan - Zulema) ze źrebięciem For-Ever (Telefon - Forteca) w Wachnówce

Do najważniejszych reprezentantów przychówku z Wachnówki na torach wyścigowych w Rosji należy zaliczyć przede wszystkim: 
- ogiera Milionera po Willisden i Mille Feuille
- ogiera Eleganta po Telefonie i Emmie
- wałacha Casse Cou po Bohunie i Kokietce
- ogiera Milana po Telefonie i Milimerze
- ogiera Taroka po Telefonie i Rencie

Stadnina funkcjonowała przez 16 lat, do 1904, kiedy Kazimierz postanowił zwinąć stado i stajnię myśliwsko-konkursową. Wystawił wówczas na sprzedaż łącznie ok. 100 koni. 

## Działalność społeczna
Kazimierz Gromnicki był członkiem założycielem utworzonego w 1889 Towarzystwa Wyścigów Konnych w Kijowie. W 1901 został jednogłośnie wybrany wiceprezesem towarzystwa, zastępując na tym stanowisku Józefa hr. Potockiego, i pełnił tę funkcję do rozwiązania towarzystwa w 1911. Jako wiceprezes zarządzał towarzystwem, podczas gdy funkcja prezesa była wyłącznie honorowa. Podczas swojej 10-letniej prezesury zdołał zwiększyć pulę nagród i liczbę dni wyścigowych oraz wybudował nowy hipodrom położony za instytutem politechnicznym. 
W 1900 był inicjatorem powołania Towarzystwa Wyścigów Konnych w Humaniu i był w zarządzie nowopowstałego tatersalu. W kolejnych latach organizował w Humaniu wystawy koni połączone z konkursami hippicznymi i licytacją. W 1901 Kazimierz zorganizował po raz pierwszy w Winnicy konkursy hippiczno-wyścigowe. W tym samym roku Kazimierz uzyskał godność członka honorowego Towarzystwa Wyścigów Konnych 11. Dywizji Kawaleryjskiej.  
W 1903 był też jednym z 31 członków założycieli Odeskiego Towarzystwa Wyścigowego. Angażował się również jako członek Jarmolińskiego Towarzystwa Wyścigów Konnych oraz Towarzystwa Miłośników Koni w Jarmolińcach, fundując często nagrody podczas meetingów i konkursów hippicznych.  
Jako ceniony specjalista wielokrotnie uczestniczył w dorocznych zjazdach wiceprezesów i przedstawicieli towarzystw wyścigowych z Rosji w Pałacu Marmurowym w Petersburgu, podczas których omawiano wytyczne polityki hodowlanej, ustalano program na najbliższe lata oraz opracowywano nową ustawę. Zjazdom przewodniczył osobiście książę Dymitr Konstantynowicz.  
Po likwidacji Towarzystwa Wyścigów Konnych w Kijowie został członkiem honorowym nowego Południowo-Zachodniego Towarzystwa Wyścigów Konnych w Kijowie. W uznaniu zasług Kazimierza Gromnickiego jedna z głównych nagród nowego towarzystwa została nazwana "Nagrodą honorową imienia wiceprezesa byłego towarzystwa K. Gromnickiego". 